# Група армій «Вісла»
Гру́па а́рмій «Ві́сла» (нім. Heeresgruppe Weichsel) — одна з груп армій Німеччини під час Другої світової війни.
Група армій «Вісла» була сформована 24 січня 1945 року на базі штабу головнокомандування Верхній Рейн (нім. Stab Oberbefehlshaber Oberrhein) для закриття проломів в обороні, що сформувалися в ході наступу Червоної Армії в Померанії і Східній Пруссії. Зведені в групу армій «Вісла» з'єднання чинили наполегливий опір частинам Червоної Армії, що наступали, намагалися завдати флангового удару по правому флангу 1-го Білоруського фронту, проте потерпіли невдачу і відступали на захід.
Остаточно група армій «Вісла» була знищена в ході Берлінської стратегічної наступальної операції.

## Командувачі
- Рейхсфюрер-СС Генріх Гіммлер (нім. Heinrich Himmler) (24 січня — 21 березня 1945);
- генерал-полковник Готтард Гейнріці (нім. Gotthard Heinrici) (21 березня — 29 квітня 1945);
- генерал-полковник Курт Штудент (нім. Kurt Student) (29 квітня — 8 травня 1945, фактично до командування не приступив);

## Склад групи армій «Вісла»
| З'єднання групи армій «Вісла»                                                  | |
| Постійні                                                                       | |
| - 500-й полк зв'язку групи армій (нім. Heeresgruppen-Nachrichten-Regiment 500) | |
| Непостійні                                                                     | |
| лютий 1945 року                                                                | - 2-га армія (2. Armee); - 9-та армія (9. Armee); - 11-та армія (11. Armee).                         |
| березень 1945 року                                                             | - 2-га армія; - 9-та армія; - 3-тя танкова армія; - управління 11-ї армії (zur Verfügung 11. Armee). |
| квітень 1945 року                                                              | - 9-та армія - 3-тя танкова армія                                                                    |